# Giọng ải giọng ai
Giọng ải giọng ai (tiếng Anh: Hidden Voices, viết tắt: GAGA) là một trò chơi truyền hình về âm nhạc kết hợp với yếu tố hài hước được phát sóng trên kênh HTV7 từ ngày 5 tháng 11 năm 2016. Được công nhận là một phiên bản quốc tế của chương trình I Can See Your Voice có xuất xứ từ Hàn Quốc, chương trình hiện đã sản xuất và phát sóng được 5 mùa.

## Luật chơi

### Các vòng thi
Bảy giọng ca bí ẩn (một vài tập có nhiều hơn bảy người) xuất hiện trên sân khấu, trong đó có những người có giọng hát hay và những người hát không hay. Hai nghệ sĩ khách mời đối đầu với nhau phải cố gắng loại bỏ những người hát không hay mà không được nghe trước giọng hát của họ, với sự hỗ trợ của một ban bình luận và các khách mời hỗ trợ đi cùng. Vào cuối chương trình, giọng hát của người cuối cùng sẽ được lộ diện thông qua một phần biểu diễn cùng với ca sĩ khách mời đã chọn họ; người chơi chọn được chính xác thí sinh hát hay sẽ giành chiến thắng chung cuộc.

#### Vòng hoá thân
Hai đội chơi được xem những đoạn video clip giới thiệu về nghề nghiệp của bảy giọng ca bí ẩn. Cuối mỗi đoạn clip, một đoạn âm thanh (ngắn hơn 1 giây) từ giọng ca bí ẩn đó được phát ra. Sau vòng này, mỗi đội phải loại ra một giọng ca bí ẩn mà họ cho là hát không hay.
Trong mùa 5, bất kỳ đội nào có thể quyết định chọn một giọng ca bí ẩn ngay từ vòng này để song ca với ca sĩ khách mời ở cuối chương trình. Giọng ca bí ẩn đó sẽ không được thay đổi đến hết chương trình và không thể bị đội đối phương loại.

#### Vòng siêu diễn
Hai đội được nghe năm giọng ca bí ẩn còn lại hát nhép trên nền của một đoạn nhạc của những ca sĩ nổi tiếng. Sau vòng này, mỗi đội tiếp tục loại ra một giọng ca bí ẩn mà họ cho là hát không hay.

#### Vòng lộ diện
Mỗi đội có 30 giây để hỏi đáp với ba giọng ca bí ẩn còn lại (trong mùa thứ hai, các thí sinh sẽ thể hiện một tài lẻ của bản thân). Sau đó, các đội chọn ra một giọng ca bí ẩn mà họ cho là hát hay để song ca với ca sĩ khách mời của đội. Ở mùa 5, đội loại được nhiều người hát không hay hơn sau hai vòng đầu tiên được quyền lựa chọn trước; trong trường hợp đội đã lựa chọn giọng ca bí ẩn ngay từ vòng 1, đội đó không thể thay đổi quyết định của mình ở vòng này.

### Giải thưởng
- Người chơi lựa chọn đúng giọng ca hát hay sẽ là người thắng cuộc và nhận giải thưởng 50 triệu đồng. Nếu hai người chơi đều đoán đúng thì giải thưởng được chia đôi, mỗi người nhận 25 triệu đồng. Nếu cả hai đoán sai thì không ai nhận được giải thưởng.
- Mỗi giọng ca được chọn ở vòng cuối cùng sẽ nhận được giải thưởng 10 triệu đồng, bất kể họ hát hay hay không.
- Ở mùa 5, bất cứ giọng ca hát hay nào bị loại ở vòng 1 và vòng 2 sẽ nhận được giải thưởng 2 triệu đồng, được trao trực tiếp từ đội đã loại người chơi đó.[5]

## Sản xuất

### Lịch sử và phát triển
Tháng 10 năm 2015, Đài Truyền hình Việt Nam được tiết lộ là đã có ý định mua bản quyền chương trình I Can See Your Voice, dự kiến sẽ được sản xuất vào tháng 3 năm 2016 với đơn vị sản xuất là công ty Cát Tiên Sa. Vào tháng 7 cùng năm, Đài Truyền hình Thành phố Hồ Chí Minh đã có bản quyền sản xuất phiên bản Việt Nam của chương trình này.
Chương trình được Color Entertainment (Điền Quân Media), Pixel Factory phối hợp cùng Đài Truyền hình Thành phố Hồ Chí Minh thực hiện. Đội ngũ sản xuất chương trình do nhà sản xuất Trần Thế Khương và đạo diễn Khương Dừa phụ trách.

### Tên gọi và thiết kế luật chơi
Tên chính thức của chương trình là Giọng ải giọng ai với tên phụ bằng tiếng Anh là Hidden Voices. Là phiên bản Việt Nam của chương trình I Can See Your Voice, định dạng "đối đầu" của chương trình được các phiên bản khác của ICSYV sử dụng như tại Indonesia, Thái Lan và Mexico.

### Ghi hình
Các tập phát sóng của chương trình được ghi hình tại trường quay Pixel Factory, quận Gò Vấp, Thành phố Hồ Chí Minh.
Theo thông báo từ đạo diễn Khương Dừa vào ngày 5 tháng 4 năm 2020, chương trình ban đầu có kế hoạch phải tạm hoãn phát sóng mùa thứ năm do ảnh hưởng của đại dịch COVID-19, và có khả năng bị hủy bỏ, nhưng sau đó anh đã quyết định hủy bỏ kế hoạch này và chuyển sang kế hoạch "tuyển sinh trực tuyến".

## Phát sóng

### Lịch sử
Giọng ải giọng ai phát sóng từ ngày 5 tháng 11 năm 2016. Đã có một số lần chương trình phải tạm hoãn phát sóng, như tập 11 của mùa 3 dự kiến lên sóng vào ngày 6 tháng 10 năm 2018 đã phải lùi lại sang tuần tiếp theo do trùng dịp quốc tang Đỗ Mười. Kế hoạch phát sóng ban đầu cho mùa thứ tư là từ ngày 27 tháng 7 năm 2019 cho đến ngày 2 tháng 11 năm 2019. Chương trình sau đó tiếp tục phát sóng 11 tập không lên sóng của mùa này trên nhiều kênh YouTube chính thức của nhà sản xuất cho đến tập cuối cùng phát sóng ngày 18 tháng 1 năm 2020. Các tập phát sóng của mùa thứ tư cũng được phát lại trên kênh HTV7 vào tháng 9 năm 2021 với thời lượng rút gọn lại còn 60 phút. Bất chấp việc phải hủy phát sóng do ảnh hưởng của đại dịch COVID-19, mùa thứ năm vẫn được lên sóng tập đầu tiên vào ngày 28 tháng 6 năm 2020.

### Các tập đặc biệt
Trang Pháp đã giành chiến thắng trước Hồ Việt Trung trong tập đặc biệt phiên bản nhí (ở mùa thứ 4) vào ngày 4 tháng 1 năm 2020, trong khi Vũ Cát Tường giành chiến thắng trước Tóc Tiên trong tập đặc biệt phiên bản nghệ sĩ (ở mùa thứ 5) vào ngày 26 tháng 7 năm 2020.

## Ban bình luận
Ban bình luận của chương trình gồm những người nổi tiếng trong nhiều lĩnh vực nhằm giúp các ca sĩ khách mời tìm ra những manh mối của mỗi giọng ca bí ẩn. Ngoài những cố vấn cố định, kể từ mùa 3, các khách mời là những người hỗ trợ cũng xuất hiện trong mỗi tập phát sóng. Trong suốt quá trình lên sóng, bốn người đã góp mặt trong vai trò cố vấn. Những cố vấn hiện tại gồm Trấn Thành và Trường Giang, trước đây Ốc Thanh Vân và Thu Trang cũng đảm nhiệm vai trò này cho đến hết mùa thứ ba.
| Vai trò trong ban bình luận: Cố vấn chính Cố vấn phụ | Vai trò trong ban bình luận: Cố vấn chính Cố vấn phụ | Mùa   | Mùa   | Mùa   | Mùa   | Mùa   |
| Vai trò trong ban bình luận: Cố vấn chính Cố vấn phụ | Vai trò trong ban bình luận: Cố vấn chính Cố vấn phụ | 1     | 2     | 3     | 4     | 5     |
| DCT                                                  | Đại Nghĩa                                            | Chính | Chính | Chính | Chính | Chính |
| Ban bình luận                                        | Trấn Thành                                           | Chính | Chính | Chính | Chính | Chính |
| Ban bình luận                                        | Trường Giang                                         | Chính | Chính | Chính | Chính | Chính |
| Ban bình luận                                        | Ốc Thanh Vân                                         | Chính | Chính |       |       |       |
| Ban bình luận                                        | Thu Trang                                            | Chính | Chính |       |       |       |

## Tổng quan các mùa
| Mùa | Mùa       | Số tập     | Số tập     | Phát sóng gốc       | Phát sóng gốc        | Giọng ca hát hay | Giọng ca hát không hay |
| Mùa | Mùa       | Số tập     | Số tập     | Phát sóng lần đầu   | Phát sóng lần cuối   | Giọng ca hát hay | Giọng ca hát không hay |
| --- | --------- | ---------- | ---------- | ------------------- | -------------------- | ---------------- | ---------------------- |
|     | 1         | 18         | 18         | 5 tháng 11 năm 2016 | 4 tháng 3 năm 2017   | 20               | 16                     |
|     | 2         | 18         | 18         | 7 tháng 10 năm 2017 | 3 tháng 2 năm 2018   | 19               | 17                     |
|     | 3         | 15         | 15         | 28 tháng 7 năm 2018 | 10 tháng 11 năm 2018 | 17               | 13                     |
|     | 4         | 25 (14 TH) | 25 (14 TH) | 27 tháng 7 năm 2019 | 18 tháng 1 năm 2020  | 27               | 23                     |
|     | 5         | 14         | 14         | 28 tháng 6 năm 2020 | 4 tháng 10 năm 2020  | 14               | 14                     |
|     | ĐB        | 2 (1 TH)   | 2 (1 TH)   | 4 tháng 1 năm 2020  | 26 tháng 7 năm 2020  | 2                | 2                      |
|     | Tổng cộng | 92         | 92         | —                   | —                    | 99               | 85                     |

## Giải thưởng và đề cử
| Năm  | Giải thưởng   | Hạng mục               | Đề cử cho | Kết quả   |
| ---- | ------------- | ---------------------- | --------- | --------- |
| 2018 | Giải Mai Vàng | Người dẫn chương trình | Đại Nghĩa | Đề cử     |
| 2019 | Giải Mai Vàng | Người dẫn chương trình | Đại Nghĩa | Đoạt giải |
| 2020 | Giải Mai Vàng | Người dẫn chương trình | Đại Nghĩa | Đề cử     |